# ضریب انتقال حرارت
ضریب انتقال حرارت جابه‌جایی(به انگلیسی: Heat transfer coefficient) در علم انتقال حرارت بیان‌کننده نرخ انتقال حرارت بین یک سطح جامد و سیال اطراف به روش همرفت می‌باشد .این کمیت بر اساس رابطه زیر تعریف می‌شود:
{\displaystyle h={\frac {q}{A\cdot \Delta T}}}
در این رابطه:
q = مقدار حرارت منتقل شده , J/s = W
h = ضریب انتقال حرارت جابجایی، W/(m2K)
A = سطحی که انتقال حرارت از آن یا به آن صورت گرفته است، m2
{\displaystyle \Delta T} = اختلاف دما بین سطح و سیال اطراف، K